# Belambo (Ambatolampy)
Belambo – gmina na Madagaskarze, w regionie Vakinankaratra, w dystrykcie Ambatolampy. W 2001 roku zamieszkana była przez 14 075 osób. Siedzibę administracyjną stanowi miejscowość Belambo.